# Ministerstvo obrany (Belgie)
Ministerstvo obrany (nizozemsky: Ministerie van Landsverdediging, francouzsky: Ministère de la Défense, německy: Ministerium der Verteidigung), dříve nazývané Ministerstvo války a Ministerstvo národní obrany, je belgické ministerstvo odpovědné za národní obranu a belgickou armádu. Belgické ministerstvo obrany je odpovědné ministru obrany.
Náčelník obrany je nejvyšším uniformovaným úředníkem na ministerstvu obrany. Při výkonu jeho funkcí je mu nápomocen vicenáčelník obrany a generální tajemník.
Ministerstvo obrany je organizováno do několika štábních útvarů a generálních ředitelství. Ozbrojené síly jsou podřízeny asistentovi náčelníka štábu pro operace a výcvik, který vede štábní oddělení pro operace a výcvik. Pomáhají mu dva zástupci asistenta náčelníka štábu, jeden pro operace a plánování a jeden pro výcvik a podporu.
Dalším štábním oddělením je štábní oddělení pro zpravodajství a bezpečnost, které vede asistent náčelníka štábu pro zpravodajství a bezpečnost. Toto štábní oddělení je také známé jako Všeobecná zpravodajská a bezpečnostní služba a odpovídá za vojenské zpravodajství a bezpečnost.

## Ministři obrany
| Rok       | Foto | Ministr                         | Strana                    |
| --------- | ---- | ------------------------------- | ------------------------- |
| 1831      |      | Albert Goblet d'Alviella        | Liberální                 |
| 1831      |      | Charles d'Hane de Steenhuyze    | Liberální                 |
| 1831      |      | Amédée de Failly                | Liberální                 |
| 1831–1832 |      | Charles de Brouckère            | Liberální                 |
| 1832      |      | Félix de Mérode                 | Liberální                 |
| 1832–1836 |      | Louis Evain                     | ?                         |
| 1836–1840 |      | Jean-Pierre Willmar             | Liberální                 |
| 1840–1842 |      | Gérard Buzen                    | Liberální                 |
| 1842–1843 |      | Henri de Liem                   | Liberální                 |
| 1843      |      | Léandre Desmaisières            | Liberální                 |
| 1843–1846 |      | Pierre Dupont                   | Liberální                 |
| 1846      |      | Jules d'Anethan                 | Katolická                 |
| 1846–1847 |      | Albert Prisse                   | Katolická                 |
| 1847–1850 |      | Félix Chazal                    | Liberální                 |
| 1850–1851 |      | Mathieu Brialmont               | Liberální                 |
| 1851–1855 |      | Victor Anoul                    | Liberální                 |
| 1855–1857 |      | Léonard Greindl                 | ?                         |
| 1857–1859 |      | Edouard Berten                  | Liberální                 |
| 1859–1866 |      | Félix Chazal                    | Liberální                 |
| 1866–1868 |      | Auguste Goethals                | Liberální                 |
| 1868–1870 |      | Bruno Renard                    | Žádná (technický expert)  |
| 1870–1873 |      | Gustave Henri Louis Guillaume   | Žádná (technický expert)  |
| 1873–1878 |      | Séraphin Thiebault              | Žádná (technický expert)  |
| 1878–1879 |      | Bruno Renard                    | Žádná (technický expert)  |
| 1879–1880 |      | Jean-Baptiste Liagre            | Žádná (technický expert)  |
| 1880–1884 |      | Guillaume Gratry                | Žádná (technický expert)  |
| 1884–1893 |      | Charles Pontus                  | Žádná (technický expert)  |
| 1893–1896 |      | Jacques Brassine                | Žádná (technický expert)  |
| 1896–1899 |      | Jules Vandenpeereboom           | Katolická                 |
| 1899–1907 |      | Alexandre Cousebandt d'Alkemade | Žádná (technický expert)  |
| 1907–1912 |      | Joseph Hellebaut                | Žádná (technický expert)  |
| 1912      |      | Charles de Broqueville          | Katolická                 |
| 1912      |      | Victor Michel                   | Žádná (technický expert)  |
| 1912–1917 |      | Charles de Broqueville          | Katolická                 |
| 1917–1918 |      | Armand De Ceuninck              | Žádná (technický expert)  |
| 1918–1920 |      | Fulgence Masson                 | Liberální                 |
| 1920      |      | Paul-Émile Janson               | Liberální                 |
| 1920–1923 |      | Albert Devèze                   | Liberální                 |
| 1923–1925 |      | Pierre Forthomme                | Liberální                 |
| 1925      |      | Albert Hellebaut                | Žádná (technický expert)  |
| 1925–1926 |      | Prosper Kestens                 | Žádná (technický expert)  |
| 1926      |      | Prosper Poullet                 | Katolická                 |
| 1926–1931 |      | Charles de Broqueville          | Katolická                 |
| 1931–1932 |      | Léon Dens                       | Liberální                 |
| 1932      |      | Paul Crokaert                   | Katolická                 |
| 1932      |      | Georges Theunis                 | Katolická                 |
| 1932–1936 |      | Albert Devèze                   | Liberální                 |
| 1936–1940 |      | Henri Denis                     | Žádná (technický expert)  |
| 1940–1944 |      | Hubert Pierlot                  | Katolická                 |
| *1942     |      | Henri Rolin                     | POB-BWP                   |
| 1944–1945 |      | Fernand Demets                  | Liberální                 |
| 1945–1946 |      | Léon Mundeleer                  | Liberální                 |
| 1946–1949 |      | Raoul de Fraiteur               | Žádná (technický expert)  |
| 1949–1950 |      | Albert Devèze                   | Liberální                 |
| 1950      |      | Henri Moreau de Melen           | Křesťanskosociální strana |
| 1950–1954 |      | Eugène De Greef                 | Žádná (technický expert)  |
| 1954–1958 |      | Antoon Spinoy                   | PSB-BSP                   |
| 1958–1961 |      | Arthur Gilson                   | Křesťanskosociální strana |
| 1961–1965 |      | Paul-Willem Segers              | CVP                       |
| 1965–1966 |      | Ludovic Moyersoen               | CVP                       |
| 1966–1968 |      | Charles Poswick                 | PLP                       |
| 1968–1972 |      | Paul-Willem Segers              | CVP                       |
| 1972–1979 |      | Paul Vanden Boeynants           | PSC                       |
| 1979–1980 |      | José Desmarets                  | PSC                       |
| 1980      |      | Charles Poswick                 | PRL                       |
| 1980–1981 |      | Frank Swaelen                   | CVP                       |
| 1981–1985 |      | Alfred Vreven                   | PVV                       |
| 1985–1988 |      | François-Xavier de Donnea       | PRL                       |
| 1988–1992 |      | Guy Coëme                       | PS                        |
| 1992–1994 |      | Leo Delcroix                    | CVP                       |
| 1994–1995 |      | Karel Pinxten                   | CVP                       |
| 1995      |      | Melchior Wathelet               | PSC                       |
| 1995–1999 |      | Jean-Pol Poncelet               | PSC                       |

### 21. století
| Pořadí | Portrét | Jméno (Narození-Úmrtí)        | Období             | Období             | Období           | Politická strana | Vláda                                                   |
| Pořadí | Portrét | Jméno (Narození-Úmrtí)        | Převzal úřad       | Opustil úřad       | Trvání           | Politická strana | Vláda                                                   |
| ------ | ------- | ----------------------------- | ------------------ | ------------------ | ---------------- | ---------------- | ------------------------------------------------------- |
| 1      |         | André Flahaut (* 1955)        | 12. července 1999  | 21. prosince 2007  | 8 let a 162 dní  | PS               | Verhofstadt I–II                                        |
| 2      |         | Pieter De Crem (* 1962)       | 21. prosince 2007  | 11. října 2014     | 6 let a 294 dní  | CD&V             | Verhofstadt III Leterme I Van Rompuy Leterme II Di Rupo |
| 3      |         | Steven Vandeput (* 1967)      | 11. října 2014     | 12. listopadu 2018 | 4 roky a 32 dní  | N-VA             | Michel I                                                |
| 4      |         | Sander Loones (* 1979)        | 12. listopadu 2018 | 9. prosince 2018   | 0 let a 27 dní   | N-VA             | Michel I                                                |
| 5      |         | Didier Reynders (* 1958)      | 9. prosince 2018   | 30. listopadu 2019 | 0 let a 356 dní  | MR               | Michel II Wilmèsová I                                   |
| 6      |         | Philippe Goffin (* 1967)      | 30. listopadu 2019 | 1. října 2020      | 0 let a 306 dní  | MR               | Wilmèsová I Wilmèsová II                                |
| 7      |         | Ludivine Dedonderová (* 1977) | 1. října 2020      | Úřadující          | 4 roky a 151 dní | PS               | De Croo                                                 |